# Tito Livio Burattini
Tito Livio Burattini (n. 8 martie 1617, Agordo, Republica Veneția – d. 17 noiembrie 1681, Cracovia, Polonia-Lituania) a fost un arhitect, astronom, matematician și om de știință italian.

## Activitate
Savantul Tito Livio Burattini s-a ocupat de invenții, mașini, arhitectură, egiptologie, matematică, fizică, astronomie, geodezie și economia epocii sale.
În perioada 1637 - 1641 a stat în Egipt, unde a făcut lucrări de triangulație și cartografie, a măsurat piramide, obeliscuri și monumentele din Alexandria, Memfis și Heliopolis. La întoarcerea în Europa s-a stabilit câtva timp în Germania, iar din 1642 la Cracovia, unde a fost arhitect al curții regale. Acolo, în colaborare cu astronomul Stanislaw Pudlowsky a descoperit neregularitățile suprafeței planetei Venus. Face experiențe de optică și devine un reputat fabricant de lentile pentru microscoape și telescoape.
În 1645 publică Bilancia Sincera, unde propune o ameliorare a teoriei echilibrului hidrostatic al lui Galileo Galilei.
În 1675 publică lucrarea Misura Universale, în care redenumește unitatea de măsură universală propusă de John Wilkins în metru (metro cattolico, traducere literală a expresiei măsură universală) și îl definește ca lungimea unui pendul a cărui semiperioadă de oscilație este de o secundă, ceea ce corespunde unei lungimi de cca. 993,9 mm actuali. Necunoscută în epoca lui Burattini, gravitația influența lungimea metrului în funcție de loc, astfel că în 1791 Academia de științe a Franței redefinește metrul la o valoare mai constantă.